# 226P/Pigott-LINEAR-Kowalski
226P/Pigott-LINEAR-Kowalski est une comète périodique du système solaire, découverte le 19 novembre 1783 par Edward Pigott, Richard A. Kowalski et le programme LINEAR.

## Historique des observations et désignations

### 1783: découverte par Pigott
Edward Pigott, astronome à York, en Angleterre, repéra la comète la première fois le 19 novembre 1783. La comète reçut alors le nom de comète Pigott et, rétrospectivement, la désignation C/1783 W1 (ou P/1783 W1 depuis qu'on sait qu'elle est périodique). La comète fut ensuite perdue, ce qui n'était pas rare à l'époque étant donné la précision des mesures de la position des comète et la détermination de leur orbite.

### 2003: redécouverte par LINEAR et suspicion d'identité
En janvier 2003, le relevé LINEAR découvrit une « nouvelle » comète avec leur télescope en dehors de Socorro, au Nouveau-Mexique. La comète reçut alors la désignation provisoire C/2003 A1 (LINEAR) ou P/2003 A1 (LINEAR). Dans les jours suivants, il fut suggéré qu'il pourrait s'agir du retour de la comète de Pigott. Malheureusement, le lien entre la comète observée par LINEAR en 2003 et celle observée en 1783 par Pigott ne put pas être définitivement confirmé à ce moment-là. Une apparition supplémentaire fut nécessaire pour confirmer le lien.

### 2009: redécouverte par Kowalski et confirmation de l'identité
En 2009, la comète fut de nouveau observée, cette fois-ci par Richard A. Kowalski dans le cadre du Siding Spring Survey. La comète reçut alors la désignation P/2009 R2 (Kowalski). La comète fut rapidement identifiée à la comète observée par LINEAR en 2003 et le lien avec la comète observée par Pigott en 1783 fut confirmé. La comète fut alors baptisée Pigott-LINEAR-Kowalski, d'où la désignation complète P/2009 R2 (Pigott-LINEAR-Kowalski) pour l'observation de 2009. Ayant été observée de façon certaine lors de plusieurs de ses passages au périhélie, la comète reçut ensuite alors sa désignation permanente : 226P/Pigott-LINEAR-Kowalski.